# Henning Wrede

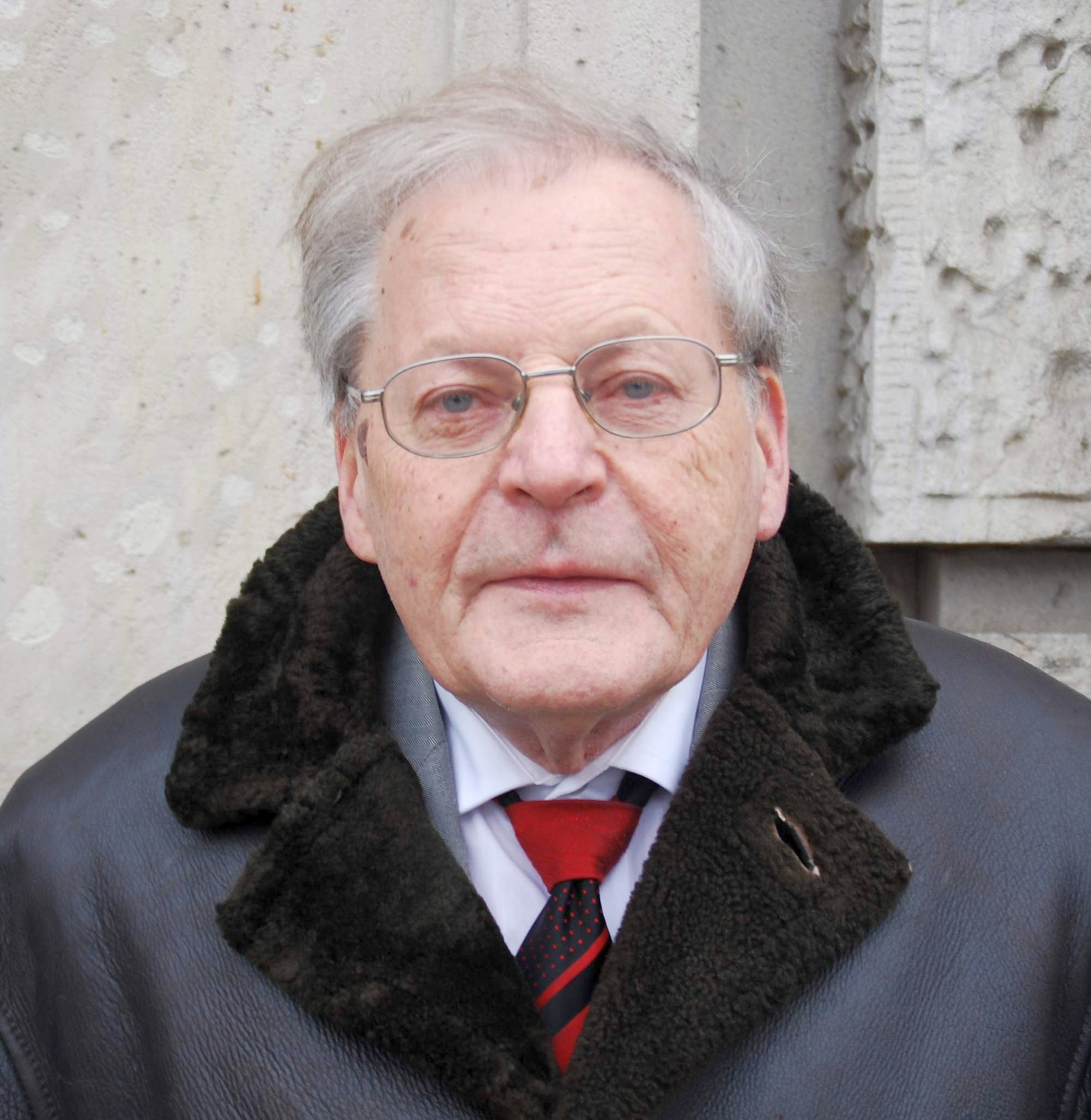
Henning Wrede 2011

Henning Wrede (* 8. November 1939 in Frankfurt (Oder)) ist ein deutscher Klassischer Archäologe.

## Karriere und Leistungen
Henning Wrede studierte seit 1961 Klassischen Archäologie, Alte Geschichte und Griechisch an den Universitäten in Frankfurt am Main und Göttingen. Nach der Promotion 1968 an der Universität Frankfurt am Main mit der Arbeit Die spätantike Hermengalerie von Welschbillig. Untersuchung zur Kunsttradition im 4. Jahrhundert n. Chr. und zur allgemeinen Bedeutung des antiken Hermenmals bekam Henning Wrede für das Jahr 1969/1970 das Reisestipendium des Deutschen Archäologischen Instituts (DAI) zugesprochen. Er wurde 1971 wissenschaftlicher Assistent an der Universität München, wo er sich 1975 mit der Arbeit Consecratio in formam deorum. Vergöttlichte Privatpersonen in der römischen Kaiserzeit habilitierte und danach als Privatdozent lehrte. Seit 1978 war er als Wissenschaftlicher Rat und Professor am Archäologischen Institut der Universität zu Köln tätig, später als C3-Professor. Von dort wechselte er 1994 an das Winckelmann-Institut der Humboldt-Universität zu Berlin, wo er als Professor für Klassische Archäologie lehrte. Er wurde 2006 pensioniert, verblieb aber noch bis 2007 kommissarisch auf der Professur.
Wredes Forschungsschwerpunkte sind in der griechischen Bildhauerei die Parthenonskulpturen, die griechischen Bildnisse des 5. bis 1. Jahrhunderts v. Chr., die hellenistische Genreplastik sowie die griechischen und römischen Hermen. In der römischen Kunst forscht er zur Kunst im Allgemeinen, der Sozialgeschichte der römischen Kunst, den römischen Staatsmonumenten, der römischen Sepulkralkunst, der Tracht und den Statussymbole sowie der spätantiken Kunst. Ein besonderes Interessengebiet Wredes stellt auch die Fachgeschichte, insbesondere die Entstehung der Archäologie und der Altertumswissenschaften, die Archäologie des 15. bis 19. Jahrhunderts, die Antikensammlungen des 16. bis 18. Jahrhunderts und die Wirkungsgeschichte der antiken Denkmäler und der Archäologie vom 16. bis zum 19. Jahrhundert dar.
2013 erhielt Wrede die Winckelmann-Medaille der Stadt Stendal. Er ist korrespondierendes Mitglied des DAI.

## Schriften
- Die spätantike Hermengalerie von Welschbillig. Untersuchung zur Kunsttradition im 4. Jahrhundert n. Chr. und zur allgemeinen Bedeutung des antiken Hermenmals (= Römisch-Germanische Forschungen. Band 32). de Gruyter, Berlin 1972, ISBN 3-11-002239-7 (zugleich Dissertation, Universität Frankfurt (Main) 1968).
- Consecratio in formam deorum. Vergöttlichte Privatpersonen in der römischen Kaiserzeit. von Zabern, Mainz 1981, ISBN 3-8053-0431-5 (Habilitationsschrift).
- Der Antikengarten der del Bufalo bei der Fontana Trevi (= Trierer Winckelmannsprogramme. Heft 4). Philipp von Zabern, Mainz 1983, ISBN 3-8053-0785-3.
- mit Richard Harprath: Codex Coburgensis. Das erste systematische Archäologiebuch. Römische Antiken-Nachzeichnungen aus der Mitte des 16. Jahrhunderts. 7.9.–2.11.1986 (= Kunstsammlungen der Veste Coburg: Kataloge. Band 47). Kunstsammlungen der Veste Coburg, Coburg 1986.
- Die antike Herme (= Trierer Beiträge zur Altertumskunde. Band 1). von Zabern, Mainz 1988, ISBN 3-8053-0866-3.
- mit Veit Stürmer: Ein Museum im Wartestand. Die Abgußsammlung antiker Bildwerke (= Winckelmann-Institut der Humboldt-Universität zu Berlin. Band 3). Arenhövel, Berlin 1998, ISBN 3-922912-46-X.
- Cunctorum splendor ab uno. Archäologie, Antikensammlungen und antikisierende Ausstattungen in Nepotismus und Absolutismus (= Schriften der Winckelmann-Gesellschaft. Band 18). Winckelmann-Gesellschaft, Stendal 2000, ISBN 3-910060-36-6.
- Senatorische Sarkophage Roms. Der Beitrag des Senatorenstandes zur römischen Kunst der hohen und späten Kaiserzeit (= Monumenta artis romanae. Band 29). von Zabern, Mainz 2001, ISBN 3-8053-2696-3.
- Die „Monumentalisierung der Antike“ um 1700. Rutzen, Ruhpolding 2004, ISBN 3-910060-58-7.
- Das Lob der Demokratie am Parthenonfries (= Trierer Winkelmannprogramme Heft 21). Zabern, Mainz 2008, ISBN 978-3-8053-3865-3.
- als Herausgeber mit Sepp-Gustav Gröschel: Ernst Curtius’ Vorlesung „Griechische Kunstgeschichte“. Nach der Mitschrift Wilhelm Gurlitts im Winter 1864/65 (= Transformationen der Antike. Band 20). De Gruyter, Berlin/New York 2010, ISBN 978-3-11-022878-6.
- Der Codex Coburgensis. Archäologische Antikenzeichnungen aus der Mitte des 16. Jahrhunderts (= Cyriacus. Band 17). Michael Imhof, Petersberg 2024, ISBN 978-3-7319-1240-8.